# Pomnik Matki Polki w Raciborzu
Pomnik Matki Polki – pomnik z brązu, poświęcony wszystkim śląskim matkom wychowującym swoje dzieci w duchu polskiego patriotyzmu, zlokalizowany na placu Mostowym w Raciborzu, niedaleko koryta Odry. Został zaprojektowany przez artystę plastyka Jana Borowczaka. Przedstawia śmiało patrzącą i kroczącą przed siebie, wyprostowaną kobietę z dzieckiem na ręku.
Propozycja budowy pomnika pojawiła się na spotkaniu Polek w Raciborzu. W celu realizacji projektu powołano obywatelski komitet budowy pomnika. W 1971 r. podczas Apelu Powstańczego na Górze Świętej Anny wygłoszono akt erekcyjny.
Początkowo pomnik miał mieć inny kształt, a kobieta, zamiast jednego, miała trzymać trójkę dzieci, symbolizujących trzy powstania śląskie i być ubrana w strój regionalny. Koncepcja ta nie zyskała jednak akceptacji w ministerstwie kultury. Środki na budowę pozyskano z dotacji państwowych, funduszu Rady Ochrony Pomników Walki i Męczeństwa oraz ze składek w ramach czynu społecznego. Odlano go w Gliwickich Zakładach Urządzeń Technicznych. Złożony jest z 30 elementów o łącznej masie 3 ton i wysokości 6,7 m. Uroczyste odsłonięcie monumentu miało miejsce 14 lipca 1973 r. w obecności przedstawicieli władz oraz 20 tys. zebranych ludzi. Uroczystość ta stała się tłem dla wydarzeń jednego z opowiadań Brunona Strzałki, zamieszczonego w zbiorze Godki i bojki śląskie. Przez pewien czas tradycją było składanie przed pomnikiem kwiatów przez nowożeńców. Statua nazywana jest również „śląską Nike”.